# سرگئی کامنف
سرگئی سرگیویچ کامنف (روسی: Серге́й Серге́евич Ка́менев؛ ۱۶ آوریل ۱۸۸۱ – ۲۵ اوت ۱۹۳۶) پرسنل نظامی اهل امپراتوری روسیه با نشان کماندو درجه ۱ بود. کامنف در کی‌یف متولد شد. در جنگ جهانی اول او فرماندهی یک هنگ شد. او عضو حزب کمونیست اتحاد جماهیر شوروی(بلشویک‌ها) در سال ۱۹۱۸ شد. در ژوئیه ۱۹۱۹، کامنف به عنوان فرمانده ارشد ارتش سرخ در جنگ داخلی روسیه جایگزین یوکوموس واچیتیس شد. کامنف عضو شورای نظامی انقلابی شوروی از آوریل ۱۹۲۴ تا مه ۱۹۲۷ بود.
او در اثر حمله قلبی در ۲۵ اوت ۱۹۳۶ پس از دادگاه شانزده ساله، اتفاقاً در همان روزی که لو کامنف و گرگوری زینوویف اعدام شدند، درگذشت.
وی همچنین برندهٔ جوایزی همچون نشان پرچم سرخ شده‌است.